# Влодов, Юрий Александрович
Юрий Александрович Влодов (6 декабря 1932, Новосибирск, РСФСР — 29 сентября 2009, Москва) — русский поэт, поэт московского андеграунда.
Влодов очень мало публиковался при жизни (его имя было в СССР под запретом), часто писал «под заказ» за так называемых «литературных клиентов», позволял публиковать свои стихи под именами других поэтов. Широкому российскому читателю Влодов известен как автор таких остро-политических эпиграмм как «Прошла зима, настало лето. Спасибо партии за это!».

## Биография
Родился 6 декабря 1932 года в Новосибирске в семье театральных работников. Отец — Александр Захарович Влодов (настоящая фамилия — Левицкий), являлся племянником одесского налётчика Мишки Япончика; главный режиссёр Кинешемского театра драмы (1953), затем Мордовского государственного театра в Саранске. Мать, Надежда Борисовна Тимошенко (псевдоним Надеждина), была актрисой.
Семья разъезжала по стране вместе с гастролирующими театрами, постоянного жилья у них не было. Когда началась война, отец ушёл на фронт. Детство и юность поэта прошли на Украине, затем он пережил войну, оккупацию и эвакуацию в Сибирь. Военное и послевоенное детство, желание выжить, привели мальчика в криминальную компанию.
Стихи Юрий начал писать рано, уже с 6 лет. В конце 50-х приехал в писательский посёлок Переделкино и с первыми взрослыми стихами ходил к классикам советской литературы. Встречался с Б. Пастернаком, И. Сельвинским, К. Чуковским и многими другими.
Стихи Влодова с предисловием Сельвинского вышли в журнале «Смена», за эту публикацию Юрий Влодов стал лауреатом журнала.
В дальнейшем, в советские годы, Влодова практически не публикуют, в основном он выступает со стихами перед различными аудиториями, как случайными, так и коллегами по цеху. Читал стихи антисоветского содержания, после чего привлёк внимание КГБ СССР.
В молодости Юрий Александрович Влодов был связан с криминальным миром. В его творческой судьбе много тёмных пятен, с какого-то определённого времени Влодов не мог публиковать своих стихов, не выпустил ни одной книжки, имея при этом не только поэтический дар, но и любовь к сочинительству. Иногда Юрий Влодов писал стихи за других, по договору. По словам, знавших его, он обладал даром имитации; мог сочинять стихи как поэт-урбанист, а мог как поэт-деревенщик, типа: а-ля Рубцов, которые потом публиковались, согласно договору, под именем заказчика — вплоть до газеты «Правда». Влодов называл таких авторов «клиентами».
Лев Новожёнов вспоминает, что «Юра приятельствовал с Сашей Ароновым. Именно приятельствовал, а не дружил, потому что с Ароновым дружить было невозможно, как впрочем и с Влодовым… Богохульник. Не стремился публиковаться. Было безразлично, напечатают-не напечатают. Не видел в этом трагедии. Писал, как бог. Думаю, можно поставить вровень с Бродским».
После перестройки стихи Влодова публикуют в журналах «Юность», «Клуб», «Сельская молодёжь», «Дети Ра», «День и ночь», «Арион», в газетах «Советская Россия», «Литературная газета», «Труд», «Гудок», «Московский комсомолец», «Трибуна», а также в литературных альманахах и сборниках «Истоки», «Приют неизвестных поэтов», «Эолова арфа» и др.
Первая книга Юрия Александровича Влодова «Крест» вышла в 1996 году в издательстве журнала «Юность», когда поэту исполнилось 64 года.
О нём снимают два кинофильма: «Я Вам пишу, Ваше величество» (телефильм, канал РТР, 1992 год) и чёрно-белый «А гений — сущий дьявол!» (кино-видеостудия «Человек и время», 1995 год, режиссёр Сергей Князев).
О нём пишут Юрий Беликов, Лев Озеров, Кирилл Ковальджи, Евгений Степанов, Евгений Лесин, Евгений Сидоров, Олег Хлебников, Борис Кочерга, Равиль Бухараев и др.
В 2007 году поэт вступил в Московский союз литераторов, в конце 2008 — Союз писателей Москвы. В этом же году вышла в свет вторая книга поэта «Люди и боги».
Умер Юрий Александрович Влодов 29 сентября 2009 года в возрасте 76 лет. Похоронен на кладбище «Ракитки».

## Творчество
Творчество Юрия Влодова разнообразно: стихи о Великой Отечественной войне, стихи на историческую тематику, литературные портреты. Есть пейзажная лирика, стихи о России, стихи о творчестве, о миссии поэта. Много юмористических, иронических, сатирических стихов. Эти стихи представлены отчасти в книге «На семи холмах».
Главная книга, над которой поэт работал с середины 70-х и до конца своих дней, это книга «Люди и боги», в ней собраны философские стихи на библейско-евангельскую тематику.

## Отзывы о творчестве поэта
Все взаимосвязано в поэтико-мировоззренческой системе Влодова: добро и зло, душа и тело, земля и вселенная, смех и слёзы. Эклектика и дуализм сознания не противоречат поиску себя в этом мире, яркой индивидуальности характера лирического героя.
В каждом стихотворении Влодова — огромный мир, мир поэта…
— Евгений Степанов

Образ Жукова, представленный Юрием Влодовым в одноименном стихотворении, поразил меня. В нём воплощена крестьянско-вельможная стать истории. «Славянский распаренный бык» или «…шея лиловая, бычья, надрезанная белой каймой» — это замечательно! Это совершенно вровень с Бродским, даже сильнее гораздо…".
— Евгений Сидоров

Юрий Влодов создает свой миф о Моисее, о Христе, о Божьем замысле и промысле.
Таков сладкий и страшный удел трагических поэтов… Они хотят быть первосвидетелями главных событий в жизни человечества.
Они, гордецы, хотят говорить с самим Господом, минуя Пророков…
— Тимур Зульфикаров

### Книги
- Крест: Стихи. — М.: Издание журнала «Юность». 1996 г. 20 с.
- Люди и боги: Стихи. — М.: Издание Московского союза литераторов. 2007 г. 20 с.
- Стихи. Биография. Библиография. — М. Издание Союза писателей Москвы. 2009 г. 32 с. (Библиотечка поэзии СПМ)
- На семи холмах: Стихи. — М., «Московские учебники и Картолитография». 2009 г. 256 с., тир. 3 тыс. экз
- Люди и боги: Стихи. / Пред. Т. Зульфикарова. — М.: «Время». 2012 г. 96 с. ISBN 978-5-9691-0795-3, тир 500 экз.
- Летопись: Стихи. / Пред. Р. Бухараева. — М.: «Время». 2015 г. 128 с., тир. 500 экз.
- Портреты. Стихи. М. Издательство Евгения Степанова, серия «Авангранды», 2019 г. .86 стр. тир. 100 экз.
- Люди и боги. Черновая книга, Тетрадь № 1, стихи из рукописей. Изд-во Вест-Консалтинг, 2019., стр.102., тир 100 экз.
- Люди и боги. Черновая книга, Тетрадь № 2, стихи из рукописей. Изд-во Вест-Консалтинг, 2020., стр.102., тир 100 экз.

### Публикации
- «Последний Ангел»: Стихотворения / журнал «Дети Ра», № 1, 2008.
- «Лесная чаща»: Стихотворения / «Дети Ра», № 8, 2008.
- «Советский Вийон»: Стихи / Вступит. слово Ю. Беликова и О. Хлебникова. // «Дружба Народов», № 12, 2009.
- «Неизданный Влодов».. Стихи. «Наследие. К 80-летию со дня рождения. . Публикация Людмилы Осокиной (Влодовой)»: Стихи / Пред. Л. Осокиной // «Зинзивер», № 4, 2012.
- «Оставлю бренное в могиле я…»: стихи / Пред. Н. Борисовой. // «Зарубежные задворки». — 2014. — № 11. С — 88-91.
- «Полушутки в полушубке». эпиграммы. «Литературная газета», Клуб 12 стульев., июль, 2021 г.
- «Люди и боги» подборка . журнал «Дети Ра».№ 6, 2022.

## Книги о Влодове
- Людмила Осокина «Халупа». Воспоминания о жизни с Юрием Влодовым в 1982 −84 м годах. М. Время. 2016 г.
- Сергей Телюк Однажды в XX веке. Из бесед на кухне у Юрия Влодова, Зебра Е, 2014 г, 160 стр с илл..
- Людмила Осокина Фильмы о Юрии Влодове. Ретроспективы 3 х фильмов о Влодове. М. Вест-Консалтинг. 2021 г.
- Людмила Осокина Как птичка Божья. Поэт Юрий Влодов и его рукописи". Нг Ex Libris, 18.06.2015.

## Семья
- Первая жена — Виринея Потехина; родом из Ивановской области (Верка, как он её называл[источник не указан 1093 дня]), жил с ней в 50-е годы примерно 3 года, детей не было.
- Вторая жена — Алла Яковлева (Влодова); жил с ней 3 года в начале 60-х в Харькове и в Электрогорске Московской области. От этого брака есть дочь Элла Влодова, 1964 г.р. Сейчас живет в США. У неё есть сын Марчел Зингер, внук Влодова.
- Третья жена, латышка — Мара Гриезане; жил с ней примерно с 1966 по 1972 г. От этого брака есть дочь Влодова Анна Юрьевна, г. р. 1970.
- Четвертая жена — Людмила Осокина (Влодова) (род. 1960); жил с ней с марта 1982 года до самой смерти (в общей сложности 27,5 лет). У них был общий ребёнок — дочь Юлия Юрьевна Влодова (1983—2008). Общая внучка, дочь Юлии: Влодова Маргарита Романовна (род. 2005)[11].

## Интересные факты
- Кроме известного влодовского «Прошла зима. Настало лето. Спасибо Партии за это», есть и такие его строки: «Под нашим красным знаменем гореть нам синим пламенем»[12].
- Стихи Ю. А. Влодов сочинял по 8—12 строчек, а то и меньше: по 6, 4, 3, 2, и даже по одной строке, но есть у Влодова и длинные стихи. Он мог писать по-разному. Длинные стихи, в основном, писал в молодости, в авангардном стиле, с ассонансами. Пример тому некоторые стихи из книги «Портреты».[13]. Одно время увлекался писанием трёхстиший — хокку.
- Юрий Александрович Влодов написал письмо шведскому королю с просьбой о «нравственном прибежище». После этого на ЦТ сняли фильм о Влодове, а журнал «Юность» в июле 1993 года опубликовал большое эссе Юрия Беликова «Иномирец (Легенды о Влодове)»[14].
- По воспоминаниям современников, Влодов был в приятельских отношениях с Рубцовым: «…пили вместе, бражничали, бродили по городу, по общаге, в ЦДЛ…»[15]
- В тексте написанной В. Пеленягрэ известной песни[16], можно уловить большое сходство со стихотворением Ю. Влодова, а также с одной влодовской строкой: «И небо — в голубых глазах поэта! // И нервный скрип гусиного пера…» В песне та же самая интонация: «И только небо в голубых глазах поэта. // Как упоительны в России вечера!»[17]

## Память. Памятные вечера, презентации книг
- В 2012 году в издательстве «Время» к 80-летию со дня рождения вышел наиболее полный сборник стихов Юрия Влодова «Люди и боги». Это философско-поэтическая эпопея о взаимоотношениях Бога и человека, о борьбе добра и зла в душах и сердцах людей. Над книгой «Люди и боги» Юрий Александрович работал всю жизнь.
- В 2012 году В Малом зале ЦДЛ состоялся вечер памяти поэта, посвящённый его 80-летию и презентации новой книги «Люди и боги»[18][19].
- В 2012 г. в клубе «Дача на Покровке» под эгидой проекта «Культурная инициатива» состоялась презентация книги Юрий Влодова «Люди и боги», вышедшей в издательстве «Время».
- В 2016 году в издательстве «Время» вышла книга вдовы поэта Людмилы Осокиной (Влодовой) «Халупа», в которой описывается её знакомство с Юрием Влодовым в марте 1982 года, рождение их общего ребёнка — дочери Юлии Влодовой. В книге также описан московский поэтический андеграунд тех лет[20].
- Летом 2015 г. в клубе «Дача на Покровке» под эгидой проекта «Культурная инициатива» состоялась презентация книги Юрия Влодова «Летопись», вышедшей в издательстве «Время».
- 5 февраля 2019 г. в клубе «Дача на Покровке» под эгидой проекта «Культурная инициатива» состоялась презентация книги «Портреты»., вышедшей в издательстве Евгения Степанова.
- 28 ноября 2020 г. в Малаховской библиотеке над оврагом в клубе «Стихотворный бегемот» под руководством Николая Милешкина состоялся вечер памяти поэта, подготовленный Людмилой Осокиной.
- 9 ноября 2021 г. в клубе «Китайский летчик Джао Да» под эгидой проекта «Культурная инициатива» состоялась презентация книги Людмилы Осокиной «Фильмы о Юрии Влодове»..